# Conocybe deliquescens
Conocybe deliquescens är en svampart som beskrevs av Hauskn. & Krisai 2006. Conocybe deliquescens ingår i släktet Conocybe och familjen Bolbitiaceae.   Inga underarter finns listade i Catalogue of Life.